# ويليام ووكر
ويليام ووكر (بالإنجليزية: Billy Walker)‏ (29 أكتوبر 1897 المملكة المتحدة - 28 نوفمبر 1964 شفيلد المملكة المتحدة) هو لاعب كرة قدم بريطاني سابق كان يلعب كمهاجم.

## مسيرته الكروية
لعب ويليام ووكر خلال مسيرته الاحترافية مع نادِ واحدٍ في خمسة عشر موسمًا وسجل خلالها 214 هدف ضمن 478 مباراة. حيث فاز في موسم واحد بالكأس ولم يفز بأي دوري.
خاض ويليام ووكر مسيرته مع نادي أستون فيلا في موسم 1919–20 ليلعب معه خمسة عشر موسمًا، مشاركًا في 478 مباراة سجل خلالها 214 هدف.

## روابط خارجية
- ويليام ووكر على موقع قاعدة بيانات كرة القدم.إي يو (الإنجليزية)
- ويليام ووكر على موقع ناشيونال فوتبول تيمز (الإنجليزية)